# Ruke (album)
Ruke su treći solo album Darka Rundeka. Album sadrži 12 pjesama od kojih su hitovi naslovna skladba, Makedo i Ista slika.

## O albumu
Album su objavili u rujnu 2002. godine Menart te dvije godine kasnije Piranha iz Njemačke.
Album su pratili spotovi za pjesme Makedo, Ista slika i Ruke.

## Popis pjesama
| Br. | Skladba               | Trajanje |
| --- | --------------------- | -------- |
| 1.  | »La Comédie Des Sens« | 5:50     |
| 2.  | »Ista Slika«          | 4:11     |

### Bonus (jugoslavensko izdanje)[6]
| Br. | Skladba                    | Trajanje |
| --- | -------------------------- | -------- |
| 1.  | »Kuba - Technicolor Remix« | 6:27     |
| 2.  | »Makedo - Balkan Version«  | 4:27     |
| 3.  | »Untitled II«              | 3:33     |

## Sastav
- Aranžman: Dušan Vranić, Đani Pervan

## Kritika
Hrvatski Vjesnik piše kako je Rundek u zagrebačkoj Tvornici kulture nastupio s radikalno drugačijim repertoarom i novim glazbenim suradnicima iz Pariza s kojima je snimio svoj posljednji album "Ruke". Naginjući improvizaciji iz unaprijed aranžiranih pjesama, pokazali su prije svega zadovoljstvo zajedničkom svirkom uz vrlo jasan odmak od svake konvencije.
Jutarnji list je napisao da je zvuk drugačiji od onog na koji smo navikli: ritam pokazuje veliku raznolikost tradicionalnih udaraljki stavljajući uobičajeni rock stil u drugi plan, harmonika se pojavljuje tamo gdje je limenoj glazbi mjesto, atmosfera je vrlo topla, gotovo da se pridruži akustici cafe-koncerta, veličanstveno uključuje prave atmosferske zvukove. U daljnjem izvješću stoji da su ponuđeni naslovi snažni hitovi, na razmeđu šansone i world musica. Zapisano je i kako je ovaj album kreativni vrhunac Rundeka i nastavlja ono što je bilo u klici Haustora 80 -ih godina prošlog stoljeća.
Riječki Novi list piše kako se koncert odvijao na rubu eksperimentalne glazbe, s veličanstvenim improvizacijama, elektroničkim loopovima i elementima jazza koji su Rundeka odveli u prostor prilično udaljen od njegove uobičajene pozicije: bez sumnje, iznimno hrabar i originalan.